# Guri Ingebrigtsen
Guri Helene Ingebrigtsen (født 19. maj 1952 på Værøy, død 5. januar 2020) var en norsk læge og politiker (Ap). Hun var politisk rådgiver for den norske sosial- og helseminister i 1996 og 1996–1997 og minister i det samme ministerium i perioden 2000–2001 i Regeringen Jens Stoltenberg I.
I 1970'erne var hun medlem af AKP. I 1986 arbejdede hun som nødhjælpsarbejder i Afghanistan. I to perioder (1999–2007) var hun borgmester i Vestvågøy kommune i Nordland.